# Zaviyeh
Zāvīyeh (farsi زاویه) è una città dello shahrestān di Zarandiyeh, circoscrizione Centrale, nella provincia di Markazi in Iran. Aveva, nel 2006, una popolazione di 6.141 abitanti.  